# Izotermalna titraciona kalorimetrija
Izotermalna titraciona kalorimetrija (ITC) je fizička tehnika koja se koristi za određivanje termodinamičkih parametara interakcija u rastvoru. Ona se najčešće koristi u studijama vezivanja malih molekula (kao što su medicinska jedinjenja) za velike makromolekule (proteine, DNK etc.).

## Termodinamička merenja
ITC je kvantitativna tehnika koja može da odredi afinitet vezivanja (Ka), promene entalpije (ΔH), i stehiometriju vezivanja (n) interakcije između dva ili više molekula u rastvoru. Iz tih inicijalnih merenja, se može odrediti promena Gibsove energije (ΔG) i promena entropije (ΔS) koristeći relaciju:
ΔG = -RTlnKa = ΔH-TΔS
(gde je R gasna konstanta, a T je apsolutna temperatura).

## Instrument
Izotermalni titracioni kalorimetar se sastoji od dve identične ćelije koje su napravljene od visoko toplotno provodnog i hemijski intertnog materijala, kao što je Hejstelojeva legura ili zlato, koje su okružene adijabatskim omotačem. Senzitivna termosprežna kola se koriste za detekciju temperaturnih razlika između referentne ćelije (napunjene puferom ili vodom) i ćelije sa uzorkom koja sadrži makromolekul. Pre dodavanja liganda, konstantna snaga (<1 mW) se primenjuje na referentnu ćeliju. Time se usmerava povratna sprega, aktivirajući grejač koji je lociran na čeliji sa uzorkom. Tokom eksperimenta, ligand se titratriše u ćeliju uzorka u preciznim alikvotima, uzrokujući bilo absorpciju ili oslobađanje toplote u zavisnosti od prirode reakcije). Merenja se sastoje od vremenski zavisnog unosa energije neophodne da bi održala ista temperatura u obe ćelije.

## Primena u razvoju lekova
ITC je jedna od tehnika koje se korste u karakterizaciji afiniteta vezivanja liganda za proteine. Ona se tipično koristi kao tehnika za sekundarno testiranje u visokoprotočnom skriningu. ITC  je posebno korisna tehnika pošto ona ne daje samo afinitet vezivanja, nego i opis termodinamike vezivanja. Ova termodinamička karakterizacija omogućava dalju optimizaciju jedinjenja.

## Spoljašnje veze
- AFFINImeter is a software for the analysis of ITC measurements. It includes a free model builder tool that allows designing an unlimited variety of Sequential Binding (competitive) model involving up to three different compounds.
- Alternative ITC data analysis software: IC ITC
- Scripted Utility for Isothermal Titration Calorimetry Analysis & Stoichiometric Examination: suITCase
- Microcal/Malvern Instruments